# Kelemen Lajos (költő)
Nagyernyei Kelemen Lajos (Kolozsvár, 1801. október 8. – Buda, 1849.) miniszteri titkár, költő.

## Életútja
Apja Kelemen Zsigmond királyi főkormányszéki kancellista volt. Kelemen Lajos bölcseletet végzett a kolozsvári unitárius főiskolában, jogot hallgatott a királyi líceumban. 1821. szeptember 3-án a királyi főkormányszéknél tiszteletbeli írnok lett s a három kezelési hivatal-ágnál 1823-ig szolgált, mire a forgalmi szakhoz ment át és a különböző előadói osztályokban 1836-ig alkalmazták. Ekkor az erdélyi udvari kancelláriához helyeztetett írnoknak 600 forintos fizetéssel. Hivatala mellett mindig foglalkozott a tudományokkal; nevelő volt Pálffy herceg unokaöccse, Pálffy Pál mellett, akit a bölcseletre oktatott; gróf Pálffy Ferdinánd Lipót, mint vízszabályozási királyi biztos, hat évig szintén az ő segedelmével és szolgálatával élt. 1848. április 24-én a magyar királyi vallás és közoktatási minisztériumnál kért és mint fogalmazó nyert alkalmazást; azonban később a pénzügyminisztériumban szolgált. Kitűnik ez az 1848. szeptember 18-ai kérvényéből, melyben két havi fizetés-előleget kér, azzal indokolva, hogy két gyermeke fekszik meghalva szállásán, de a pénzügyminiszter Duschek azon okból, hogy 800 forinton felüli fizetést élvezőnek előleg nem szokott adatni, megtagadta; megújított kérésére azonban október 31-én megkapta az előleget. Ekkor már elnöki titkár volt a belügyminisztériumban. A minisztériumnak Debrecenbe távoztakor, másokkal együtt ő is Budán maradt, tehát fizetése nem lévén, nagy nyomorúsággal küzdött. A magyar minisztériumnak Budapestre újabban visszatérte után folyamodott előbbi állomása visszaadatása végett, de kérését elutasították és tovább is nagy nyomorúságban élt és még ugyanazon évben Budán meghalt, hat árvát (öt leányt és egy fiút) hagyván hátra; leányait főrangú magyar nők vették át neveltetés végett, a fiúról is gondoskodtak.
Egy dalt írt A szabadság címmel N. N. aláírással, 14 éves korában, melyet Döbrentei (kinek tanítványa volt) fölvett 1817-ben az Erdélyi Múzeumban (VIII. 80-82 1.); Hunyadi János c. költeményét, melyet 12 éves korában írt, a Szépliteraturai Ajándék (1821) hozta; a Kolozsvári 1831-ben megjelent Aglaja közölte az Angyalok szerelme c. költemény első részét, Moortól angolból folyóbeszédben fordítva; az Uraniában (1831) is van költeménye; a Nemzeti Társalkodóban (1834-35) számos cikke jelent meg, többnyire névtelenül vagy jegyek alatt. Nevelősködése alatt a három első osztályra latin nyelvtant írt, melyet ki is akart adni, de szegénysége miatt nem tehette. A botanikában is jártassággal bírt. Anyanyelvén kívül fogalmazott németül, latinul és olvasott angolul és franciául. Hat évi nevelői működése alatt, neveltje gróf Pálffy Pál számára, akit a filozófiában oktatott, írt magyarul pszichológiát, logikát és metafizikát.